# ورزشگاه شهرداری آلز ژان لروی
ورزشگاه شهرداری آلز ژان لروی (به فرانسوی: Stade municipal des Allées Jean Leroi) یک ورزشکاه فوتبال در فرانسه است که در بلوآ واقع شده‌است.